# Parque Nacional Thayatal
O Parque Nacional Thayatal é um parque nacional localizado no estado austríaco da Baixa Áustria. Foi estabelecido em 2000 e reconhecido pela IUCN como área protegida de categoria II em 2001, e extende-se por 1 360 hectares.